# 64 Angelina
Angelina (asteroide 64) é um asteroide da cintura principal, a 2,35215124 UA. Possui uma excentricidade de 0,12372261 e um período orbital de 1 606,29 dias (4,4 anos).
Angelina tem uma velocidade orbital média de 18,17945778 km/s e uma inclinação de 1,30706479º.
Este asteroide foi descoberto em 4 de Março de 1861 por Ernst Tempel. Seu nome vem de uma estação astronómica montada por Franz Xaver von Zach nos arredores de Marselha.